# Попович, Боян
Бо́ян По́пович (серб. Бојан Поповић; родился 13 февраля 1983, Белград, СР Сербия, СФРЮ) — бывший сербский профессиональный баскетболист.

## Клубная карьера
Начал клубную карьеру в 2001 году. В составе «Динамо (Москва)» стал обладателем Кубка УЛЕБ в 2006 году.

## Сборная Сербии
Первое крупное выступление в мужской сборной Сербии — чемпионат мира 2006 года в Японии. На чемпионате Европы 2009 года в Польше завоевал серебро.